# Campet-et-Lamolère
Campet-et-Lamolère è un comune francese di 356 abitanti situato nel dipartimento delle Landes nella regione della Nuova Aquitania.

## Società

### Evoluzione demografica
Abitanti censiti